# 第9回国民体育大会
第9回国民体育大会（だい9かいこくみんたいいくたいかい）は、1954年に開催された国民体育大会である。秋季大会が寒冷地北海道で行われることから、夏季大会に先だって実施される変則日程となった。今大会に限り奈良県で実施された水泳競技に天皇杯・皇后杯が下賜された。また国鉄による北海道への輸送事情に鑑み、秋季大会の参加人数は12,000人に制限した。

## 概要
| 季    | 期間                    | 開催地           | 競技数 | 参加者数 |
| ----- | ----------------------- | ---------------- | ------ | -------- |
| 冬    | 1954年1月28日 - 2月1日  | 北海道札幌市     | 1      | 731      |
| 冬    | 1954年2月24日 - 2月28日 | 長野県野沢温泉村 | 1      | 1,124    |
| 夏    | 1954年7月24日 - 7月28日 | 北海道旭川市     | 1      | 212      |
| 夏    | 1954年9月19日 - 9月22日 | 奈良県天理市     | 1      | 1,658    |
| 夏    | 1954年9月23日 - 9月27日 | 北海道小樽市     | 1      | 285      |
| 秋    | 1954年8月22日 - 8月26日 | 北海道           | 27     | 12,607   |
| 合 計 | 合 計                   | 合 計            | 32     | 16,427   |

## 冬季大会

### スケート競技会
第9回国民体育大会冬季大会スケート競技会は、1月28日～2月1日に北海道札幌市 で開催された。

#### 実施競技・会場一覧
| 競技名   | 競技名         | 会場地 | 会場               |
| -------- | -------------- | ------ | ------------------ |
| スケート | スピード       | 札幌市 | 円山公園特設リンク |
| スケート | フィギュア     | 札幌市 | 円山公園特設リンク |
| スケート | アイスホッケー | 札幌市 | 円山公園特設リンク |

### スキー競技会
第9回国民体育大会冬季大会スキー競技会は、2月24日～2月28日に長野県野沢温泉村で開催された。

## 秋季大会・夏季大会

### 実施競技
- 陸上競技
- 水泳
- サッカー
- スキー
- テニス
- 漕艇
- ホッケー
- ボクシング
- バレーボール
- 体操
- バスケットボール
- スケート
- レスリング
- ヨット
- ウェイトリフティング
- ハンドボール
- 自転車競技
- ソフトテニス
- 卓球
- 軟式野球
- 相撲
- 馬術
- フェンシング
- 柔道
- ソフトボール
- バドミントン
- 弓道
- ライフル射撃
- 剣道
- ラグビー
- クレー射撃
- 高校野球

## 総合成績

### 天皇杯

#### 冬季大会
- 1位 - 北海道
- 2位 - 長野県
- 3位 - 東京都

#### 水泳大会
- 1位 - 奈良県
- 2位 - 福岡県
- 3位 - 東京都

#### 夏・秋季大会
- 1位 - 東京都
- 2位 - 愛知県
- 3位 - 北海道

### 皇后杯

#### 冬季大会
- 1位 - 北海道
- 2位 - 長野県
- 3位 - 青森県

#### 水泳大会
- 1位 - 奈良県
- 2位 - 大阪府
- 3位 - 和歌山県

#### 夏・秋季大会
- 1位 - 東京都
- 2位 - 愛知県
- 3位 - 福岡県